# 3e arrondissement de Paris
Ne doit pas être confondu avec Paris 3.
Pour l’article homonyme, voir Ancien 3e arrondissement de Paris.
Le 3e arrondissement de Paris est le résultat de l'extension de la ville aux XIIIe et XIVe siècles, enceinte de Charles V (1371 - 1380). Les plus vieux immeubles datent aujourd'hui du XVIIIe siècle. Cet arrondissement est un quartier plutôt résidentiel, dont une grande partie se situe dans Le Marais.
Aux termes de l'article R2512-1 du Code général des collectivités territoriales (partie réglementaire), il porte également le nom d'« arrondissement du Temple », mais cette appellation est rarement employée dans la vie courante.
La loi du 28 février 2017 sur le statut de Paris et l’aménagement métropolitain prévoit le regroupement des conseils et des services des quatre arrondissements centraux après les élections municipales de 2020. Cette nouvelle entité prend le nom de Paris Centre.

## Historique
Le 3e arrondissement dit arrondissement du Temple est créé par la loi du 16 juin 1859, lors de l'extension de Paris jusqu'à l'enceinte de Thiers et donne lieu à un nouveau découpage.
Ainsi le 3e arrondissement est créé à partir d'une partie des anciens 6e, 7e et 8e arrondissements.

### Limites de l'arrondissement
À sa création le 3e arrondissement était borné à l'Ouest par une ligne partant du boulevard Sébastopol jusqu'au boulevard Saint-Denis, l'axe de celui-ci puis le Boulevard Saint-Martin au Nord, puis à l'Est les boulevards du Temple, des Filles-du-Calvaire, Beaumarchais jusqu'à la rue du Pas-de-la-Mule, l'axe de cette rue formant le côté Nord de la place Royale et des rues de l'Écharpe, Neuve-Sainte-Catherine, des Francs-Bourgeois, de Paradis-au-Marais et Rambuteau jusqu'au point de départ, au Sud.
Les limites actuelles du 3e arrondissement datent de 1860 ; elles ont été définies par la loi du 16 juin 1859 donnant lieu à un nouveau découpage de Paris en 20 arrondissements. Elles comprennent une partie des anciens 6e et 7e arrondissements.

## Édifices
Les principaux édifices sont aujourd'hui les Archives Nationales, le Conservatoire national des arts et métiers (CNAM), le Musée Picasso, le Carreau du Temple. On trouve également au 51 rue de Montmorency la maison de Nicolas Flamel, construite en 1407, qui est la maison la plus ancienne de Paris (son premier propriétaire, juré de l'Université, prétendait posséder la pierre philosophale). Enfin, le 3e arrondissement est à la lisière du célèbre Centre Beaubourg ou Centre Pompidou (dont le nom complet est Centre national d'art et de culture Georges-Pompidou), ce qui explique le développement dans cet arrondissement de nombreuses galeries d'art.
L'arrondissement compte aussi plusieurs squares comme le square du Temple, le Jardin de l'Hôtel Salé (voir Musée Picasso) ou le jardin Saint-Gilles-Grand-Veneur.

## Un quartier recherché
On y trouve de beaux immeubles et de nombreux hôtels particuliers, tels l'Hôtel de Montmorency, l'Hôtel de Marle ou encore l'Hôtel d'Albret. À partir du XVIIe siècle, les 3e et 4e arrondissements sont habités par la noblesse comme Madame de Sévigné, d'où le nom de l'actuelle rue Madame-de-Sévigné qui passe dans les deux arrondissements. Certaines rues comme la rue de Bretagne, la rue de Montmorency, la rue Charlot ou la rue de Braque sont particulièrement recherchées.
Le 3e a été le lieu d'établissement de plusieurs communautés, auvergnate, juive, et chinoise. La plus ancienne communauté chinoise de Paris (entre la rue au Maire, la rue du Temple, et la rue des Gravilliers), essentiellement constituée d'émigrés de la région de Wenzhou, arrivés en France pendant la Première Guerre mondiale (voir Corps de travailleurs chinois), d'abord installés à proximité de la gare de Lyon durant l'entre-deux-guerres, est arrivée dans l'arrondissement en 1954.

## Démographie
En 2010, la population était de 35 652 habitants pour 117 hectares, soit une densité moyenne de 30 472 hab./km2. L'arrondissement représentait 1,6 % de la population parisienne en 2006.
| Année (recensement national) | Population | Densité (hab./km2) |
| ---------------------------- | ---------- | ------------------ |
| 1861 (pic de population)     | 99 116     | 84 642             |
| 1872                         | 89 687     | 76 656             |
| 1936                         | 66 233     | 56 609             |
| 1954                         | 65 312     | 55 822             |
| 1962                         | 62 680     | 53 527             |
| 1968                         | 56 252     | 48 038             |
| 1975                         | 41 706     | 35 616             |
| 1982                         | 36 094     | 30 823             |
| 1990                         | 35 102     | 29 976             |
| 1999                         | 34 248     | 29 247             |
| 2006                         | 34 721     | 29 676             |
| 2011                         | 36 120     | 30 872             |
| 2017                         | 34 389     | 29 392             |

Note : La population maximum du 3e arrondissement fut en réalité atteinte avant 1861. 
Cependant, l'arrondissement ayant été créé en 1860, l'on ne dispose pas de données fiables avant cette date. On distingue une baisse constante du nombre d'habitants dans cet arrondissement, cependant la tendance est légèrement à la hausse ces dernières années.

### Population par quartier

Les quartiers du 3e arrondissement.

- Population du quartier des Arts-et-Métiers (superficie : 31,8 hectares)

| Année                    | Population | Densité (hab./km2) | Croissance annuelle depuis le dernier recensement |
| ------------------------ | ---------- | ------------------ | ------------------------------------------------- |
| 1861 (pic de population) | 41 096     |                    | création                                          |
| 1999                     | 9 560      | 30 063             |                                                   |

- Population du quartier des Enfants-Rouges (superficie : 27,8 hectares)

| Année                    | Population | Densité (hab./km2) | Croissance annuelle depuis le dernier recensement |
| ------------------------ | ---------- | ------------------ | ------------------------------------------------- |
| 1861 (pic de population) | 24 940     |                    | création                                          |
| 1999                     | 8 562      | 30 799             |                                                   |

- Population du quartier des Archives (superficie : 27,8 hectares)

| Année                    | Population | Densité (hab./km2) | Croissance annuelle depuis le dernier recensement |
| ------------------------ | ---------- | ------------------ | ------------------------------------------------- |
| 1861 (pic de population) | 24 967     |                    | création                                          |
| 1999                     | 8 609      | 23 392             |                                                   |

- Population du quartier Sainte-Avoye (superficie : 28,2 hectares)

| Année                    | Population | Densité (hab./km2) | Croissance annuelle depuis le dernier recensement |
| ------------------------ | ---------- | ------------------ | ------------------------------------------------- |
| 1861 (pic de population) | 28 638     |                    | création                                          |
| 1999                     | 7 501      | 35 216             |                                                   |

## Administration
Depuis le 11 juillet 2020, il n'y a plus d'administration de l'arrondissement, les compétences étant transférées à Paris Centre.
Les personnalités exerçant une fonction élective dont le mandat est en cours et en lien direct avec le territoire du 3e arrondissement de Paris sont les suivantes :
| Élection     | Territoire                                               | Titre             | Nom              | Tendance politique | - | Début de mandat | Fin de mandat |
| ------------ | -------------------------------------------------------- | ----------------- | ---------------- | ------------------ | - | --------------- | ------------- |
| Municipales  | 3e arrondissement de Paris                               | Maire du 3e arrdt | Pierre Aidenbaum | PS                 |   | Mars 2014       | Juillet 2020  |
| Municipales  | Ville de Paris (3 conseillers de Paris dans le 3e arrdt) | Maire de Paris    | Anne Hidalgo     | PS                 |   | Mars 2014       | 2026          |
| Législatives | 5e circonscription                                       | Député            | Pouria Amirshahi | LÉ                 |   | 18 juillet 2024 | 2029          |

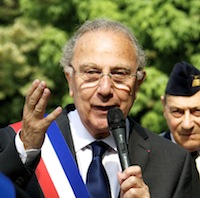
Maire (PS) du 3e arrt : Pierre Aidenbaum

### Maires depuis 1983
| Élection | Identité         | Parti | Notes                            |
| -------- | ---------------- | ----- | -------------------------------- |
| 1983     | Jacques Dominati | RPR   | Élu en 1983 et 1989.             |
| 1995     | Pierre Aidenbaum | PS    | Élu en 1995, 2001, 2008 et 2014. |

### Représentation politique
(août 2025).
| Secteur       | Arrondissement | Conseillers de Paris | Conseillers de Paris | Conseillers de Paris | Conseillers d'arrondissement | Conseillers d'arrondissement | Conseillers d'arrondissement | Nombre d'élus par arrondissement | Nombre d'élus par arrondissement | Nombre d'élus par arrondissement | Habitants par conseiller de Paris | Habitants par conseiller de Paris |
| Secteur       | Arrondissement | de 1983 à 2014       | de 2014 à 2020       | depuis 2020          | avant 2014                   | de 2014 à 2020               | depuis 2020                  | avant 2014                       | de 2014 à 2020                   | depuis 2020                      | en 2015,                          | en 2021,                          |
| ------------- | -------------- | -------------------- | -------------------- | -------------------- | ---------------------------- | ---------------------------- | ---------------------------- | -------------------------------- | -------------------------------- | -------------------------------- | --------------------------------- | --------------------------------- |
| Paris Centre  | 1er            | 3                    | 1                    | 8                    | 10                           | 10                           | 16                           | 13                               | 11                               | 24                               | 16 545                            | 12 269                            |
| Paris Centre  | 2e             | 3                    | 2                    | 8                    | 10                           | 10                           | 16                           | 13                               | 12                               | 24                               | 10 398                            | 12 269                            |
| Paris Centre  | 3e             | 3                    | 3                    | 8                    | 10                           | 10                           | 16                           | 13                               | 13                               | 24                               | 11 683                            | 12 269                            |
| Paris Centre  | 4e             | 3                    | 2                    | 8                    | 10                           | 10                           | 16                           | 13                               | 12                               | 24                               | 13 573                            | 12 269                            |
| 5e            | 5e             | 4                    | 4                    | 4                    | 10                           | 10                           | 10                           | 14                               | 14                               | 14                               | 14 833                            | 14 210                            |
| 6e            | 6e             | 3                    | 3                    | 3                    | 10                           | 10                           | 10                           | 13                               | 13                               | 13                               | 14 143                            | 13 403                            |
| 7e            | 7e             | 5                    | 4                    | 4                    | 10                           | 10                           | 10                           | 15                               | 14                               | 14                               | 13 533                            | 11 987                            |
| 8e            | 8e             | 3                    | 3                    | 3                    | 10                           | 10                           | 10                           | 13                               | 13                               | 13                               | 12 231                            | 11 708                            |
| 9e            | 9e             | 4                    | 4                    | 4                    | 10                           | 10                           | 10                           | 14                               | 14                               | 14                               | 14 852                            | 14 738                            |
| 10e           | 10e            | 6                    | 7                    | 7                    | 12                           | 14                           | 14                           | 18                               | 21                               | 21                               | 13 110                            | 11 935                            |
| 11e           | 11e            | 11                   | 11                   | 11                   | 22                           | 22                           | 22                           | 33                               | 33                               | 33                               | 13 621                            | 12 962                            |
| 12e           | 12e            | 10                   | 10                   | 10                   | 20                           | 20                           | 20                           | 30                               | 30                               | 30                               | 14 234                            | 14 095                            |
| 13e           | 13e            | 13                   | 13                   | 13                   | 26                           | 26                           | 26                           | 39                               | 39                               | 39                               | 14 094                            | 13 719                            |
| 14e           | 14e            | 10                   | 10                   | 10                   | 20                           | 20                           | 20                           | 30                               | 30                               | 30                               | 13 999                            | 13 637                            |
| 15e           | 15e            | 17                   | 18                   | 18                   | 34                           | 36                           | 36                           | 51                               | 54                               | 54                               | 13 055                            | 12 653                            |
| 16e           | 16e            | 13                   | 13                   | 13                   | 26                           | 26                           | 26                           | 39                               | 39                               | 39                               | 12 730                            | 12 466                            |
| 17e           | 17e            | 13                   | 12                   | 12                   | 26                           | 24                           | 24                           | 39                               | 36                               | 36                               | 14 044                            | 13 701                            |
| 18e           | 18e            | 14                   | 15                   | 15                   | 28                           | 30                           | 30                           | 42                               | 45                               | 45                               | 13 172                            | 12 563                            |
| 19e           | 19e            | 12                   | 14                   | 14                   | 24                           | 28                           | 28                           | 36                               | 42                               | 42                               | 13 261                            | 12 973                            |
| 20e           | 20e            | 13                   | 14                   | 14                   | 26                           | 28                           | 28                           | 39                               | 42                               | 42                               | 13 968                            | 13 558                            |
| Nombre d'élus | Nombre d'élus  | 163                  | 163                  | 163                  | 354                          | 364                          | 340                          | 517                              | 527                              | 503                              | 13 537                            | 13 087                            |

- Sous-représentation supérieure de 5 % à la moyenne.
- Sur-représentation supérieure de 5 % à la moyenne.

### Tendances et résultats
| Scrutin             | Scrutin             | 1er tour | 1er tour   | 1er tour | 1er tour | 1er tour | 1er tour | 1er tour | 1er tour | 1er tour | 1er tour | 1er tour | 1er tour | 2d tour        | 2d tour        | 2d tour        | 2d tour        | 2d tour        | 2d tour        |
| Scrutin             | Scrutin             | 1er      | 1er        | %        | 2e       | 2e       | %        | 3e       | 3e       | %        | 4e       | 4e       | %        | 1er            | 1er            | %              | 2e             | 2e             | %              |
| ------------------- | ------------------- | -------- | ---------- | -------- | -------- | -------- | -------- | -------- | -------- | -------- | -------- | -------- | -------- | -------------- | -------------- | -------------- | -------------- | -------------- | -------------- |
| Présidentielle 2017 | Présidentielle 2017 |          | EM         | 45,04    |          | LR       | 21,61    |          | LFI      | 16,65    |          | PS       | 10,62    |                | EM             | 93,41          |                | FN             | 6,59           |
| Présidentielle 2022 | Présidentielle 2022 |          | LREM       | 43,52    |          | LFI      | 26,02    |          | EELV     | 9,45     |          | REC      | 5,97     |                | LREM           | 89,99          |                | RN             | 10,01          |
| Législatives 2022   | 5e                  |          | EELV-Nupes | 39,58    |          | LREM-Ens | 37,88    |          | DVC      | 6,36     |          | REC      | 6,36     |                | LREM           | 53,00          |                | EELV           | 47,00          |
| Législatives 2024   | 5e                  |          | EELV-NFP   | 43,67    |          | Ren-Ens  | 39,79    |          | RN       | 7,26     |          | LR       | 5,07     | Pas de 2d tour | Pas de 2d tour | Pas de 2d tour | Pas de 2d tour | Pas de 2d tour | Pas de 2d tour |

## Élections

### 2001
Aux élections municipales de 2001, au premier tour, sur 16 735 inscrits dans le 3e arrondissement, 10 770 électeurs ont voté, dont 10 537 votes exprimés (35,64 % d'abstention).
Les résultats de ce premier tour donnent par ordre décroissant les listes menées par Pierre Aidenbaum (4 016 voix, 38,11 %), PS et gauche, par Yves Contassot, Les Verts (2 412 voix, 22,89 %) — ces deux listes fusionnent pour le second tour —, Jack-Yves Bohbot, droite, tibéristes, 1 705 voix, 16,18 %, Mario Stasi, droite, UDF, 1 594 voix, 15,13 %, et les listes Boulinier, Lutte ouvrière (251 voix, 2,38 %), Lebraud, Front national (243 voix, 2,31 %), Jeanne, Parti des travailleurs (184 voix, 1,75 %), Collement, MNR (132 voix, 1,25 %).
Au second tour, l'arrondissement enregistre 10 950 (34,55 % d'abstention), dont 10 587 votes exprimés. La liste de gauche menée par Pierre Aidenbaum remporte l'élection avec 6 913 voix (65,30 %) contre la liste de droite menée par Jack-Yves Bohbot qui obtient 3 674 voix (34,70 %).

### 2008
Aux élections municipales de 2008, il y a 12 098 votants sur 21 370 inscrits (43,39 % d'abstention), soit 56,61 % de participation, dont 56,03 % de suffrages exprimés.
L'élection ne nécessite qu'un seul tour : le 9 mars 2008, la liste de gauche menée par Pierre Aidenbaum remporte l'élection avec 55,83 % des voix (6 685 voix), gagnant la totalité des trois mandats de conseillers de Paris de l'arrondissement et douze des treize mandats de conseillers d'arrondissement.
Les listes suivantes obtiennent : 20,53 % (2 458 voix), liste UMP menée par Martine Weill-Raynal (un mandat de conseiller d'arrondissement) ; 10,33 % (1 237 voix), liste des Verts menée par Laurence Hugues ; 9,28 % (1 111 voix), liste MoDem menée par Raphaële Bidault-Waddington ; 2,15 % (258 voix), liste Front national menée par Annie Viguier ; 1,11 % (133 voix), liste Lutte ouvrière menée par Jean-Pierre Luciano ; 0,77 % (92 voix), liste Parti des travailleurs menée par Hélène Rubinstein-Carrera.

## Principaux édifices
- Édifices religieux :

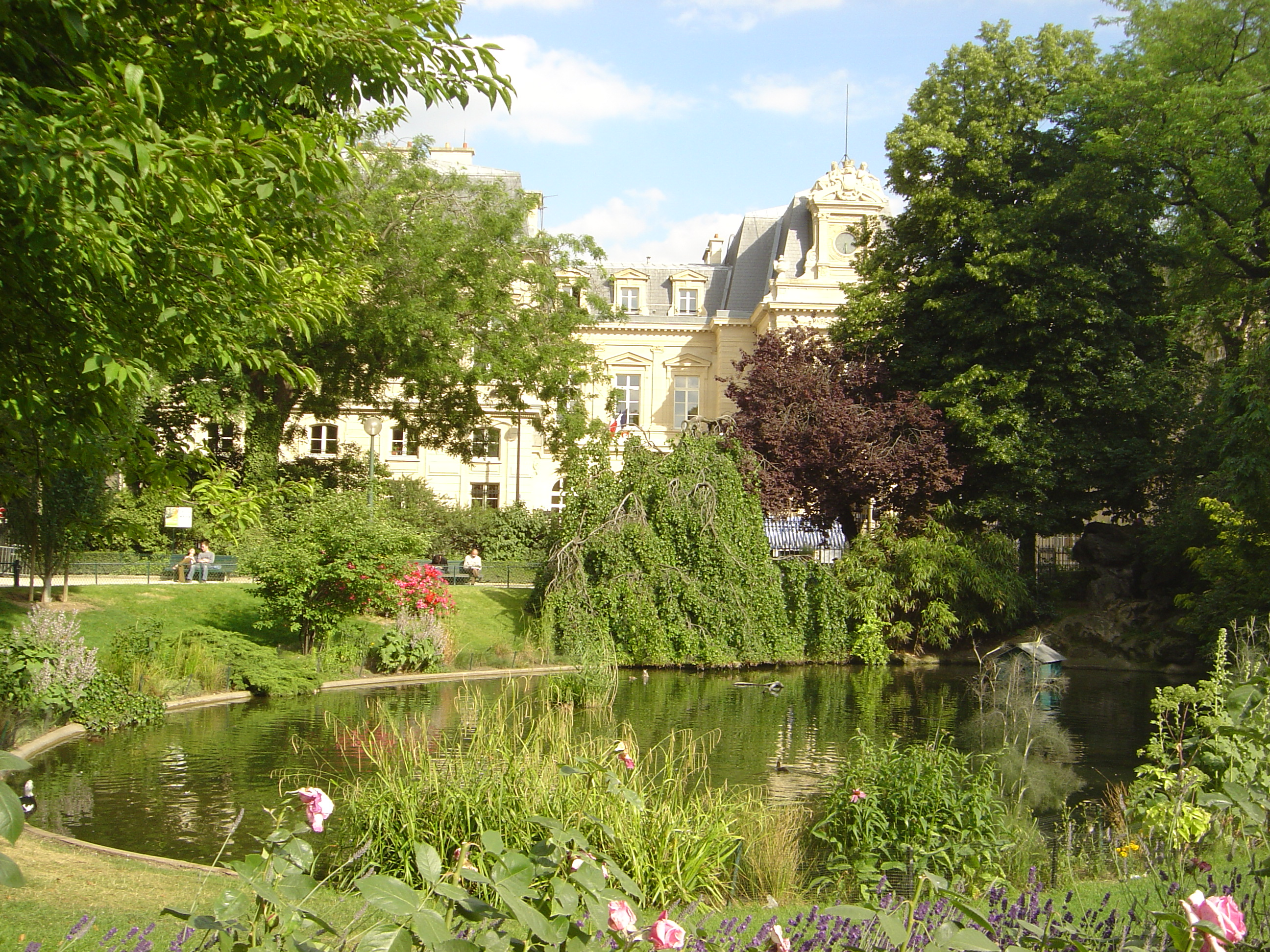
Square du Temple, avec la mairie d'arrondissement en arrière-plan.

  - église Saint-Denys-du-Saint-Sacrement ;
  - église Saint-Nicolas-des-Champs ;
  - église Sainte-Élisabeth-de-Hongrie ;
  - synagogue Nazareth.

- Musées et institutions culturelles :
  - Archives nationales ;
  - conservatoire national des arts et métiers ;
  - musée des arts et métiers ;
  - musée Carnavalet ;
  - hôtel Salé (musée Picasso) ;
  - théâtre Déjazet ;
  - musée de la chasse et de la nature ;
  - musée d'art et d'histoire du judaïsme.
- Monuments civils :
  - Carreau du Temple ;
  - hôtel de Clisson ;
  - hôtel de Vic
  - hôtel de Guénégaud (musée de la chasse et de la nature) ;
  - hôtel de Donon, qui abrite le musée Cognacq-Jay ;
  - hôtel Libéral Bruant (musée de la serrure) ;
  - hôtel de Marle (centre culturel suédois) ;
  - hôtel de Rohan et hôtel de Soubise (Archives nationales) ;
  - lycée Turgot ;
  - maison de Pernelle et Nicolas Flamel, construite en 1407 ;
  - marché des Enfants-Rouges.

- Parcs et jardins :
  - jardin Saint-Aignan (ou jardin Anne-Frank) créé par André Le Nôtre ;
  - square du Temple ;
  - square Émile-Chautemps ;
  - Potager des oiseaux.

## Voies du 3e arrondissement de Paris

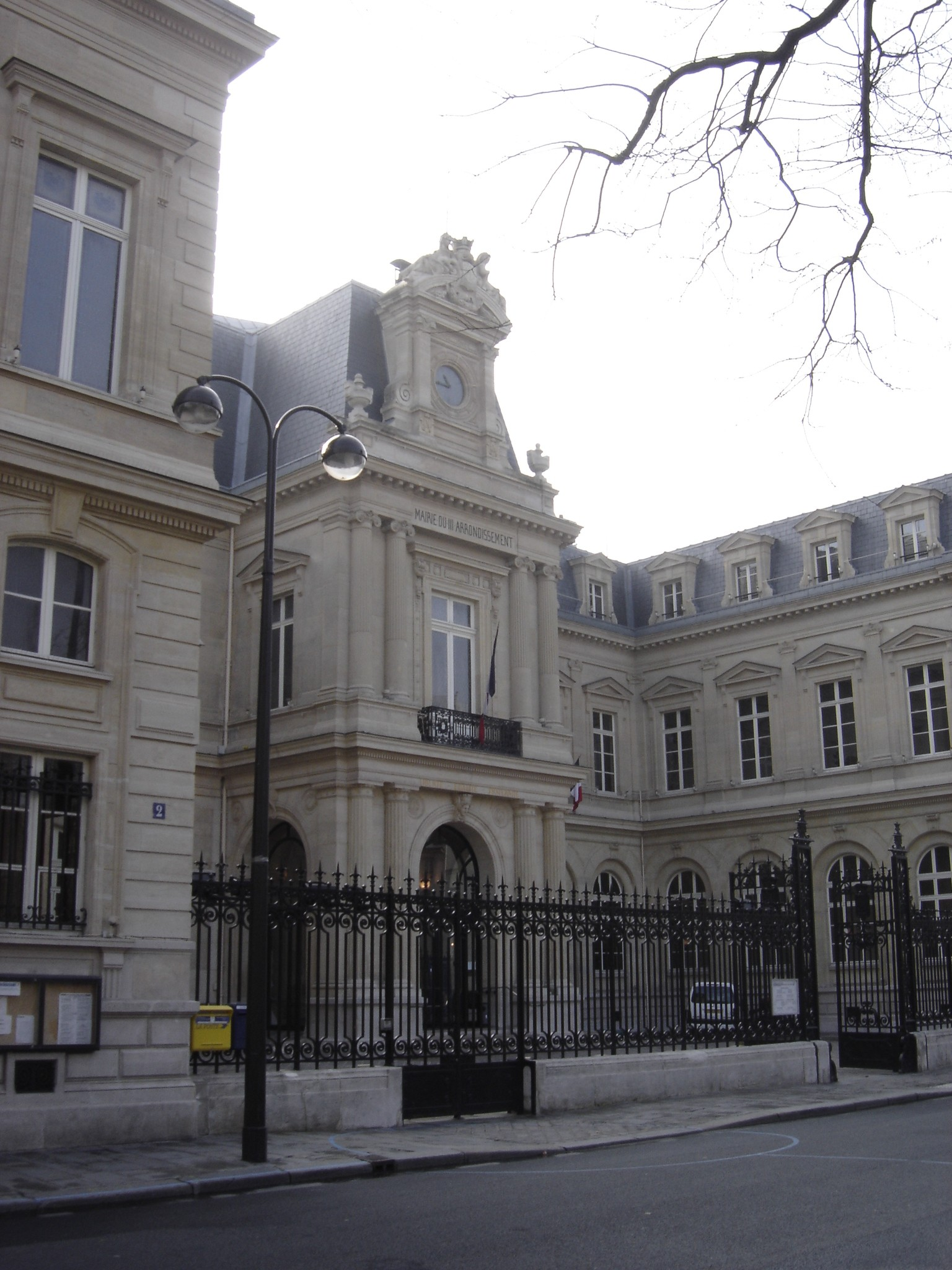
Mairie d'arrondissement, 2 rue Eugène-Spuller

## Quartiers administratifs

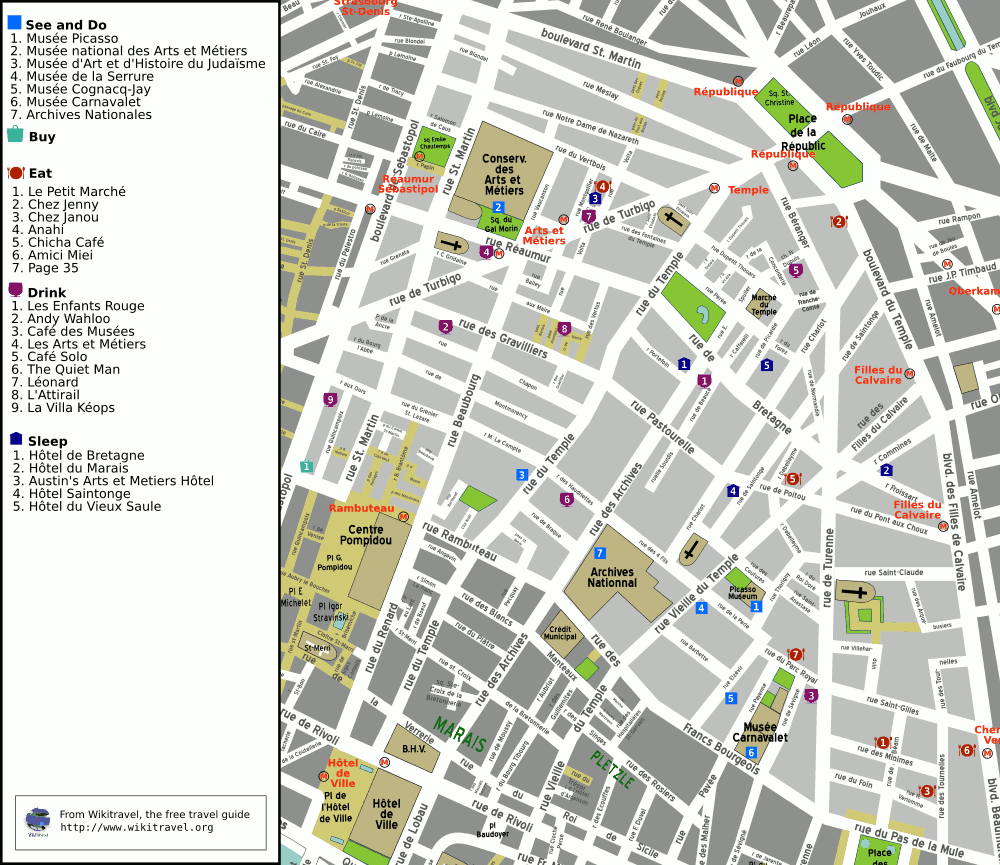
Plan du 3e arrondissement.

- Quartier des Arts-et-Métiers (9e quartier de Paris)
- Quartier des Enfants-Rouges (10e quartier de Paris)
- Quartier des Archives (11e quartier de Paris)
- Quartier Sainte-Avoye (12e quartier de Paris)

## Transports en commun

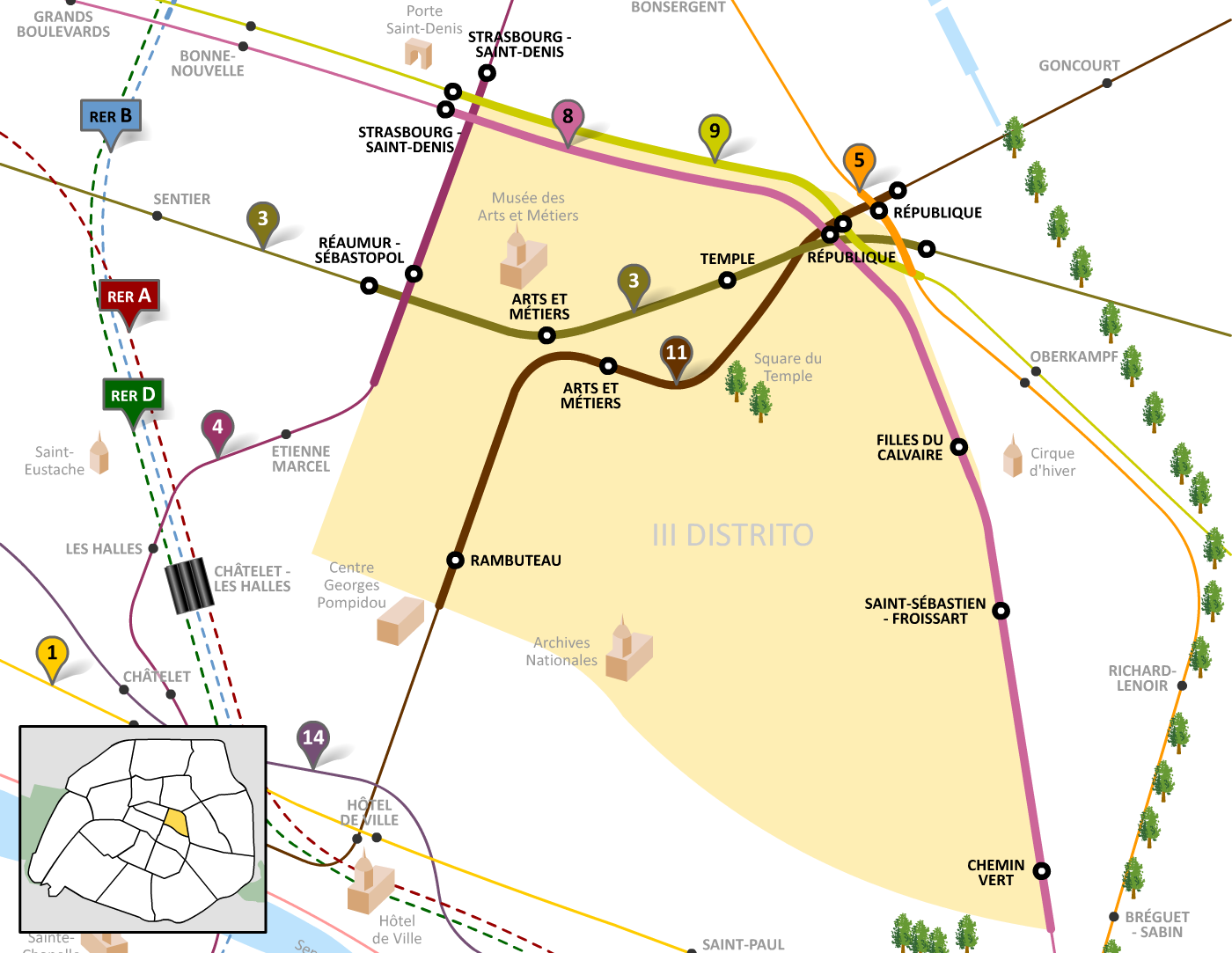

- (Réaumur - Sébastopol, Arts et Métiers, Temple et République).
- (Strasbourg - Saint-Denis et Réaumur - Sébastopol).
- (République).
- (Strasbourg - Saint-Denis, République, Filles du Calvaire, Saint-Sébastien - Froissart et Chemin Vert).
- (Strasbourg - Saint-Denis  et République).
- (Rambuteau, Arts et Métiers et République).

Le 3e arrondissement est également desservi par les lignes du réseau de bus RATP suivantes : 20, 29, 38, 39, 56, 69, 75, 91 et 96.

## Économie
En 2011, le revenu fiscal médian par ménage était de 36 365 €, ce qui place le 3e arrondissement au 11e rang parmi les vingt arrondissements de Paris.
Selon l'Observatoire des inégalités, le 3e arrondissement de Paris est l'une des communes abritant la population aux plus hauts revenus de France. Le 3e arrondissement de Paris se classe au 7e rang des communes de plus de 20 000 habitants en France où « les riches sont les plus riches » avec un niveau de vie annuel (revenus après impôts pour une personne seule) minimum des 10 % les plus riches de 83 750 euros en 2019.